# Challenge des champions 1962
Navigation
Marseille 1961 Lorient 1965
Le Challenge des champions 1962 est la huitième édition du Challenge des champions, épreuve qui oppose le champion de France au vainqueur de la Coupe de France. Disputée le 29 juin 1962 au Parc municipal des Sports à Limoges en France devant 8 800 spectateurs, la rencontre est remportée par l'AS Saint-Étienne contre le Stade de Reims sur le score de 4-3, 1-2 à la mi-temps. L'arbitre de la rencontre est M. Jacques Lamour.

## Participants
La rencontre oppose l'AS Saint-Étienne au Stade de Reims. Les Rémois se qualifient au titre de leur victoire en Championnat de France de football 1961-1962 et les Stéphanois se qualifient pour le Challenge des champions grâce à leur victoire en Coupe de France de football 1961-1962. 

## Rencontre
Raymond Kopa ouvre le score 1-0 pour Reims à la 16e minute de jeu puis Hassan Akesbi inscrit un deuxième pour les Rémois à la 23e minute. Jacques Faivre réduit l'écart à 2-1 deux minutes après. Saint-Étienne inscrit trois buts en un quart d'heure par l'intermédiaire de Ginès Liron à la 66e minute, Robert Herbin à la 75e minute et Jacques Faivre à la 81e minute. Le club stéphanois remporte le trophée malgré une réduction de l'écart à 4-3 d'Akesbi à la 87e minute.

## Feuille de match
| 29 juin 1962 | AS Saint-Étienne                        | 4 - 3   | Stade de Reims            | Parc municipal des Sports, Limoges             |                                                |
|              | Faivre 25e 81e · Liron 66e · Herbin 75e | (1 - 2) | 16e Kopa · 23e 87e Akesbi | Spectateurs : 8 800 Arbitrage : Jacques Lamour | Spectateurs : 8 800 Arbitrage : Jacques Lamour |

| Saint-Étienne | Reims |

|              | Gardien de but  | Claude Abbes         |
|              | D               | Juan Casado          |
|              | D               | Richard Tylinski     |
|              | D               | Georges Polny        |
|              | M               | René Domingo         |
|              | M               | Jean-Baptiste Bordas |
|              | M               | Jean-Claude Baulu    |
|              | M               | Robert Herbin        |
|              | M               | Roland Guillas       |
|              | A               | Ginès Liron          |
|              | A               | Jacques Faivre       |
| Entraineur : |                 |                      |
|              | François Wicart |                      |

|              | Gardien de but | Dominique Colonna |  |     |
|              | D              | Jean Wendling     |  |     |
|              | D              | Robert Siatka     |  | 67e |
|              | D              | Bernard Hiegel    |  |     |
|              | M              | François Soltys   |  |     |
|              | M              | Marcel Moreau     |  |     |
|              | A              | Guy Sparza        |  |     |
|              | A              | Hassan Akesbi     |  |     |
|              | A              | Raymond Kopa      |  |     |
|              | A              | Jean Vincent      |  |     |
|              | A              | Paul Sauvage      |  |     |
| Remplaçant : |                |                   |  |     |
|              | A              | Abdallah Azhar    |  | 67e |
| Entraineur : |                |                   |  |     |
|              | Albert Batteux |                   |  |     |